# Ephemerum pechuelii
Ephemerum pechuelii är en bladmossart som beskrevs av C. Müller 1886. Ephemerum pechuelii ingår i släktet dagmossor, och familjen Ephemeraceae. Inga underarter finns listade i Catalogue of Life.